# Saarijärvi (sjö i Jämsä, Halli)
Saarijärvi är en sjö i Finland. Den ligger i kommunen Jämsä i landskapet Mellersta Finland, i den södra delen av landet, 190 km norr om huvudstaden Helsingfors. Saarijärvi ligger 154 meter över havet. Arean är 4,6 hektar och strandlinjen är 1,05 kilometer lång. Sjön  ingår i Kumo älvs huvudavrinningsområde.   I omgivningarna runt Saarijärvi växer i huvudsak blandskog.